# Meseta tibetana
La meseta tibetana, meseta tibetana-Qinghai o meseta Qinghai-Tíbet es una extensa y elevada meseta ubicada en la intersección de Asia Central, meridional y oriental que ocupa gran parte de la Región Autónoma del Tíbet y de la provincia de Qinghai, la zona occidental de Sichuan, el sur de Gansu, el sur de Sinkiang en la República Popular China, y de la región india de Ladakh, en Cachemira, así como Gilgit-Baltistán en Pakistán, el noroeste de Nepal, el este de Tayikistán y el sur de Kirguistán. Ocupa un área rectangular aproximada de 1000 km de ancho por 2500 km de largo, y tiene una elevación media de 4500 metros. Es llamada "el techo del mundo", pues es la meseta más alta y grande del mundo, con un área de 2,5 millones de kilómetros cuadrados de extensión (cerca del tamaño de la República Argentina y cuatro veces el tamaño de Texas o Francia).
La meseta tibetana está rodeada por cadenas de montañas elevadas.
Limita al noroeste con la cordillera Kunlun, que la separa de la cuenca del Tarim, y al noreste con las montañas Qilian, que separa la meseta del desierto de Gobi. La meseta limita al sur con el valle del río Yarlung Tsangpo, que fluye a lo largo del pie del Himalaya, y por la extensa Llanura indogangética. Al este y sureste, la meseta da paso a la geografía arbolada y abrupta de montaña de los nacimientos de los ríos Saluin, Mekong y Yangtsé, en la zona occidental de Sichuan. En el oeste está rodeada por la curva de la abrupta cordillera del Karakórum del norte de Cachemira.

## Descripción
La meseta tibetana está rodeada por enormes cadenas montañosas. La meseta limita al sur con el cordillera interior del Himalaya, al norte con los montes Kunlun, que la separan de la cuenca del Tarim, y al noreste con los montes Qilian, que separan la meseta del corredor de Hexi y del desierto de Gobi. Al este y sureste, la meseta da paso a la geografía boscosa de gargantas y crestas de las cabeceras montañosas de los ríos Salween, Mekong y Yangtsé en el noroeste de Yunnan y el oeste de Sichuan (las Montañas Hengduan). Al oeste, la curva de la escarpada cordillera Karakoram del norte de Cachemira abraza la meseta. El río Indo nace en la meseta tibetana occidental, en las proximidades del lago Manasarovar.

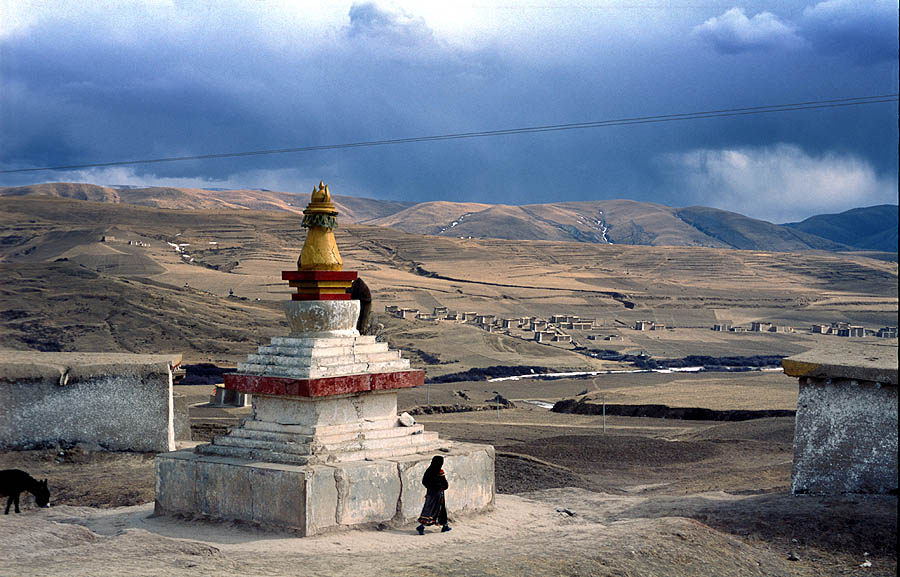
Budista tibetano estupa y casas a las afueras de la ciudad de Ngawa, en la Meseta Tibetana.

La meseta tibetana está delimitada al norte por una amplia escarpa donde la altitud desciende de unos 5000 metros (5468,1 yd) a 1500 metros (1640,4 yd) en una distancia horizontal de menos de 150 kilómetros (93,2 mi). A lo largo de la escarpa hay una cadena de montañas. Al oeste, los montes Kunlun separan la meseta de la cuenca del Tarim. Hacia la mitad del Tarim, la cordillera limítrofe se convierte en el Altyn-Tagh y los Kunluns, por convención, continúan un poco hacia el sur. En la "V" formada por esta división se encuentra la parte occidental de la Cuenca del Qaidam. El Altyn-Tagh termina cerca del paso de Dangjin, en la carretera Dunhuang-Golmud. Al oeste hay cordilleras cortas llamadas Danghe, Yema, Shule y Tulai Nanshans. La cordillera más oriental son los montes Qilian. La línea de montañas continúa al este de la meseta como el Qinling, que separa la Meseta de Ordos de Sichuan. Al norte de las montañas discurre el Corredor de Hexi o de Gansu, que era la principal ruta de la seda desde la China propiamente dicha hacia Occidente.
La meseta es una estepa árida de gran altitud intercalada con cadenas montañosas y grandes lagos de agua salobre. Las precipitaciones anuales oscilan entre 100 y 300 milímetros (3,9 y 11,8 plg) y caen principalmente en forma de granizo. Los bordes meridional y oriental de la estepa tienen praderas que pueden mantener de forma sostenible a poblaciones de pastores nómadas, aunque se producen heladas durante seis meses al año. Hay permafrost en amplias zonas de la meseta. Hacia el norte y el noroeste, la meseta se hace cada vez más alta, fría y seca, hasta llegar a la remota región de Changtang, en la parte noroccidental de la meseta. Aquí la altitud media supera los 5000 metros (5468,1 yd), el aire contiene solamente un 60% de oxígeno a nivel del mar, y las temperaturas invernales pueden descender hasta los −40 grados Celsius (−40 °F). Como consecuencia de este entorno extremadamente inhóspito, la región de Changthang (junto con la región colindante de Kekexili) es la menos poblada de Asia y la tercera menos poblada del mundo después de la Antártida y el norte de Groenlandia.

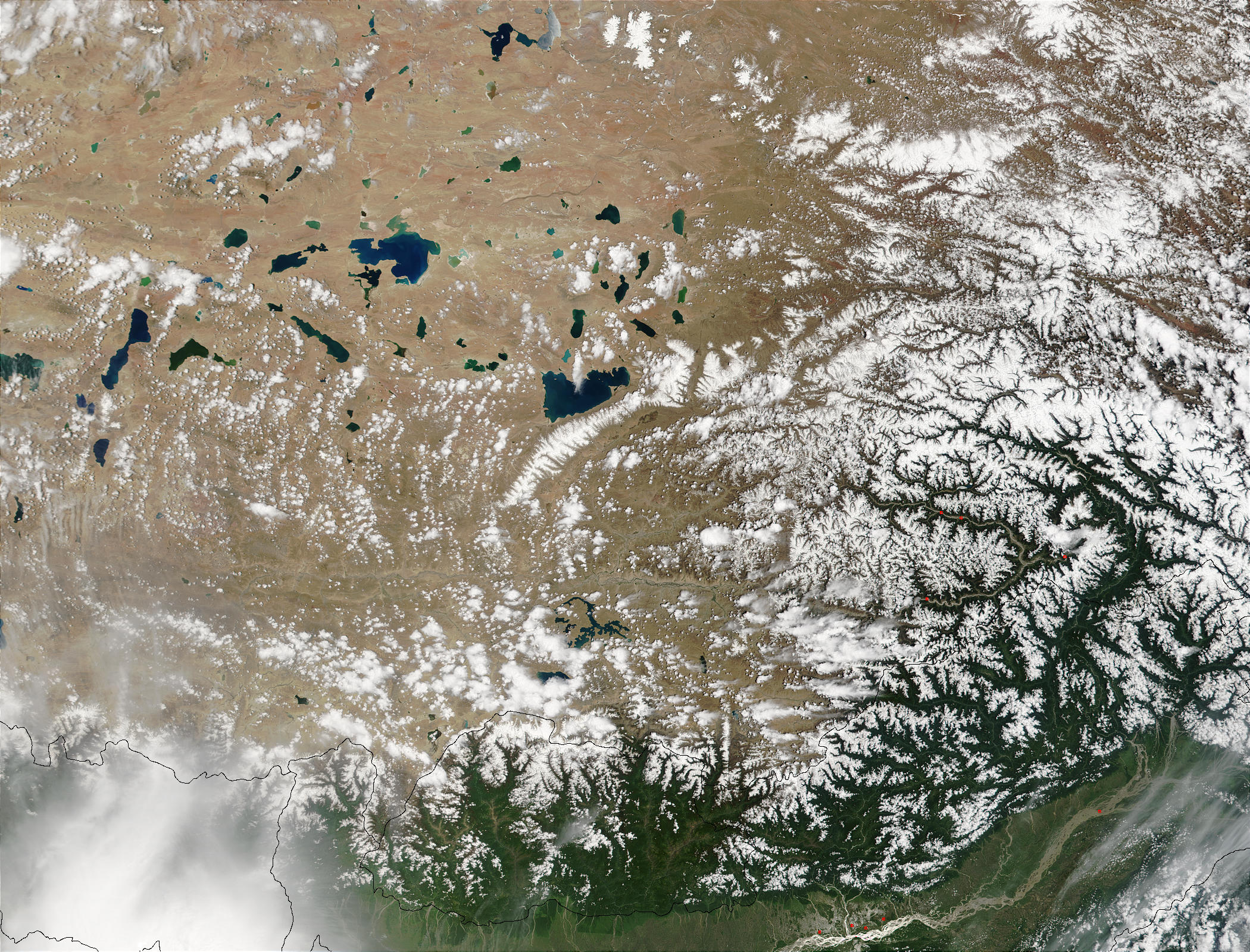
Imagen de satélite de la NASA de la zona sudoriental de la meseta tibetana. El río Brahmaputra está en la parte inferior derecha.

La parte norte de la meseta está cubierta por grandes áreas de permafrost (o suelo permanentemente congelado), indicando que la meseta no ha salido completamente del período glacial.

## Geología
La meseta se formó por una colisión de las placas tectónicas Indoaustralianas y Euroasiáticas en el período cenozoico (hace aproximadamente 10 - 20 millones de años). 
Se piensa que la elevación tectónica de la meseta tuvo un efecto significativo en el cambio climático y se cree que pudo afectar al monzón asiático. En la estación del monzón en India (de julio a octubre) los vientos traen el aire húmedo tropical del sur, el Himalaya crea una manta de lluvia que deja la zona de la India muy húmeda y a la meseta tibetana muy seca. A medida que los vientos se continúan en la meseta, cae la poca humedad que permanece en el aire, llegando a ser más seco a medida que se desplaza hacia el norte, creando desiertos tales como el desierto de Taklamakán y el desierto de Gobi.
Muchos de los ríos más largos del mundo se originan en la meseta tibetana. Estos ríos llevan el 25% de la erosión del suelo del mundo marino. Entre ellos se incluyen el río Yangtsé (o Chang Jiang), el Huang He (o río Amarillo), el Indo, el río Sutlej, el río Yarlung Tsangpo (conocido como el Brahmaputra, en India), el Mekong, el río Irrawaddy y el río Salween.
Sus numerosos lagos salados incluyen el lago Tso Ngonpo, el lago Nam (o Namtso), el Dagze Tso, el lago Yamzho Yumco, el lago Puma Yumco y el lago Paiku.
La meseta tibetana ha experimentado cuatro períodos glaciales y tres interglaciares durante los cuales el clima se calentó.

## Glaciares de la meseta tibetana
La meseta tibetana contiene la mayor área de glaciares de baja altitud. Estos glaciares son particularmente vulnerables al calentamiento global. El 80% de ellos se han visto disminuidos, perdiendo un 4,5% del área glaciar total. Dentro de los glaciares tibetanos se pueden encontrar diferentes ambientes, como nieve, hielo y crioconita.

### Diversidad de microorganismos en los glaciares de la meseta tibetana
Mediante la secuenciación de 85 metagenomas y de 883 cultivos aislados procedentes de 21 muestras diferentes de hielo, nieve o crioconita, se han identificado 968 especies microbianas pertenecientes a 30 filos diferentes, indicando la gran diversidad microbiana de los glaciares tibetanos. Asimismo, se han identificado 25 millones de proteínas no redundantes codificadas por el genoma de estos microorganismos, lo que implica su gran potencial metabólico biosintético, así como la presencia de nuevos factores de virulencia.

## Papel en los monzones

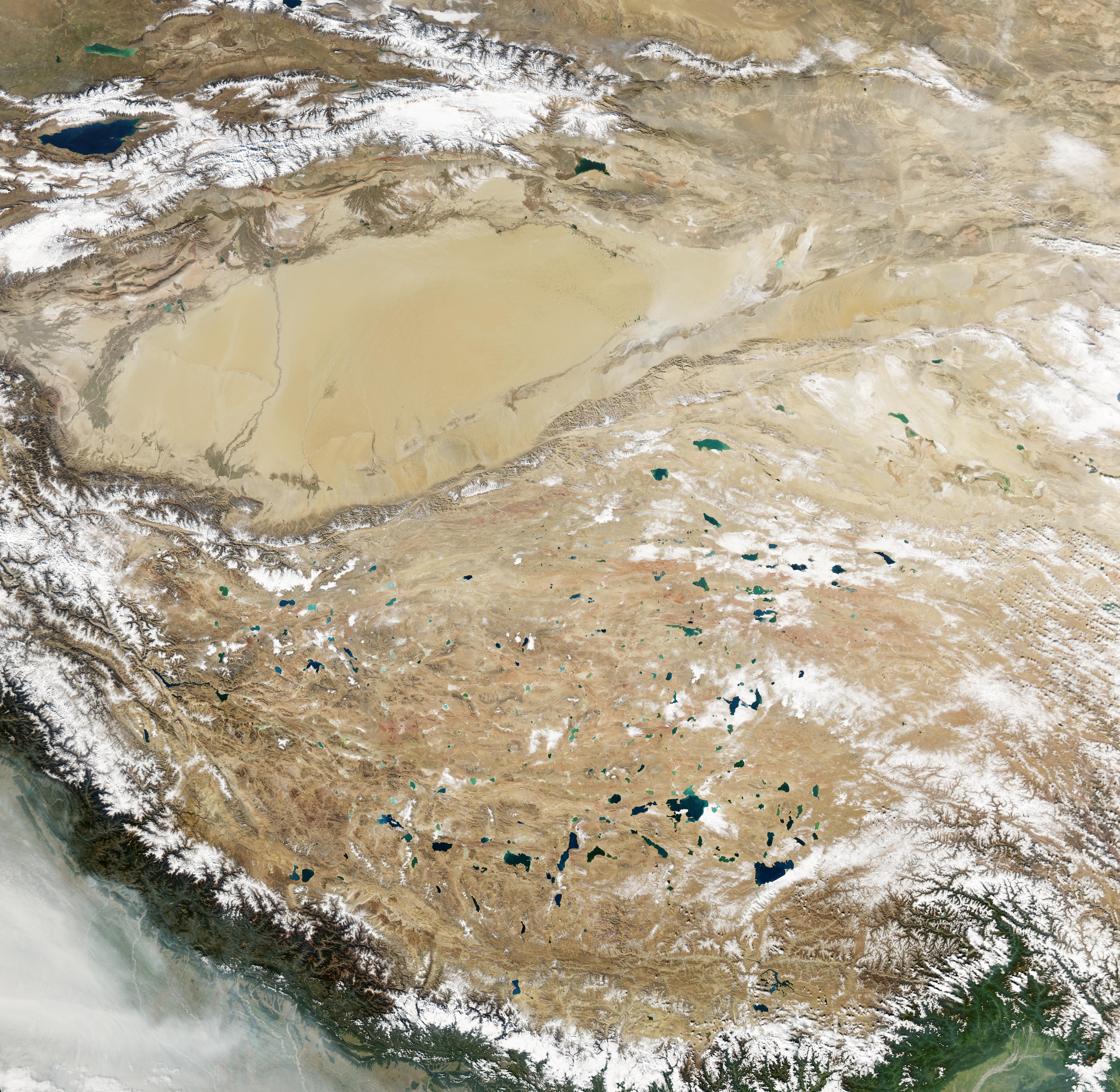
Imagen de satélite en color natural de la meseta tibetana.

Los monzones están causados por las diferentes amplitudes de los ciclos estacionales de la temperatura de la superficie entre la tierra y los océanos. Este calentamiento diferencial se produce porque las tasas de calentamiento difieren entre la tierra y el agua. El calentamiento oceánico se distribuye verticalmente a través de una "capa mixta" que puede alcanzar los 50 metros de profundidad por la acción del viento y la turbulencia generada por la flotabilidad, mientras que la superficie terrestre conduce el calor lentamente, penetrando la señal estacional sólo un metro aproximadamente. Además, la capacidad calorífica específica del agua líquida es significativamente mayor que la de la mayoría de los materiales que componen la tierra. En conjunto, estos factores significan que la capacidad calorífica de la capa que participa en el ciclo estacional es mucho mayor sobre los océanos que sobre la tierra, con la consecuencia de que la tierra se calienta y se enfría más rápidamente que el océano. A su vez, el aire sobre la tierra se calienta más rápido y alcanza una temperatura más alta que el aire sobre el océano. El aire más caliente sobre la tierra tiende a elevarse, creando una zona de baja presión. La anomalía de presión provoca entonces que un viento constante sople hacia la tierra, lo que arrastra consigo el aire húmedo sobre la superficie del océano. La presencia de aire oceánico húmedo aumenta las precipitaciones. La precipitación es estimulada por diversos mecanismos, como la elevación del aire de bajo nivel por las montañas, el calentamiento de la superficie, la convergencia en la superficie, la divergencia en el aire o los flujos de salida producidos por las tormentas cerca de la superficie. Cuando se produce esta elevación, el aire se enfría debido a la expansión de las bajas presiones, lo que a su vez produce condensación y precipitaciones.
En invierno, la tierra se enfría rápidamente, pero el océano mantiene el calor durante más tiempo. El aire caliente sobre el océano se eleva, creando una zona de baja presión y una brisa de la tierra al océano, mientras que sobre la tierra se forma una gran zona de alta presión secante, aumentada por el enfriamiento invernal. Los monzones son similares a las brisas marinas y terrestres, término que suele referirse al ciclo diurno de circulación localizada cerca de las costas en todas partes, pero son mucho mayores en escala, más fuertes y estacionales. El cambio estacional del viento monzónico y el tiempo asociado al calentamiento y enfriamiento de la meseta tibetana es el monzón de este tipo más fuerte de la Tierra.

## Historia humana

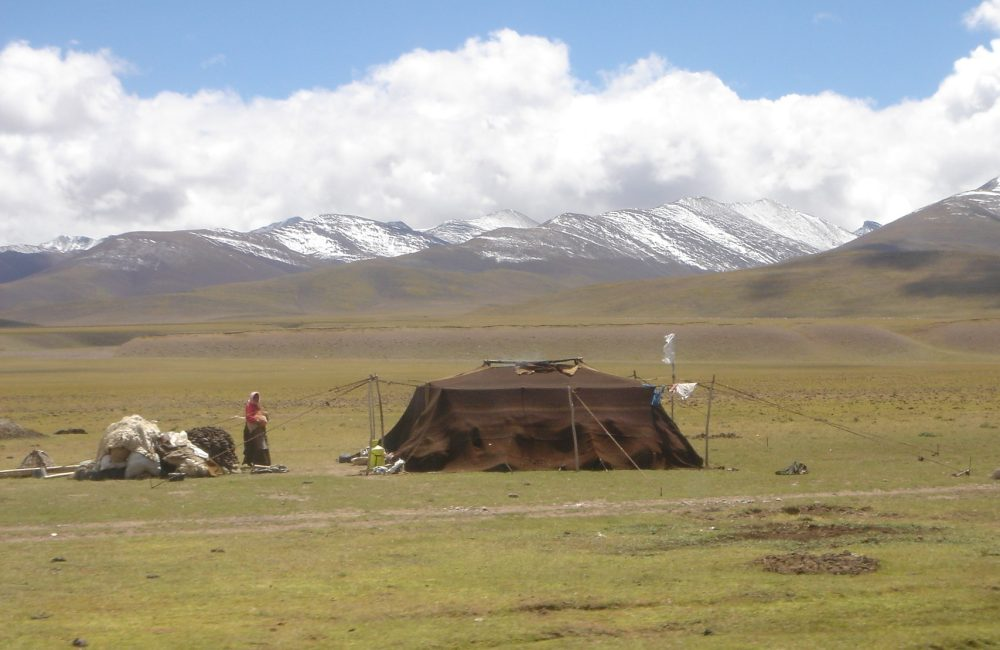
Nómadas pastores acampando cerca de Namtso.

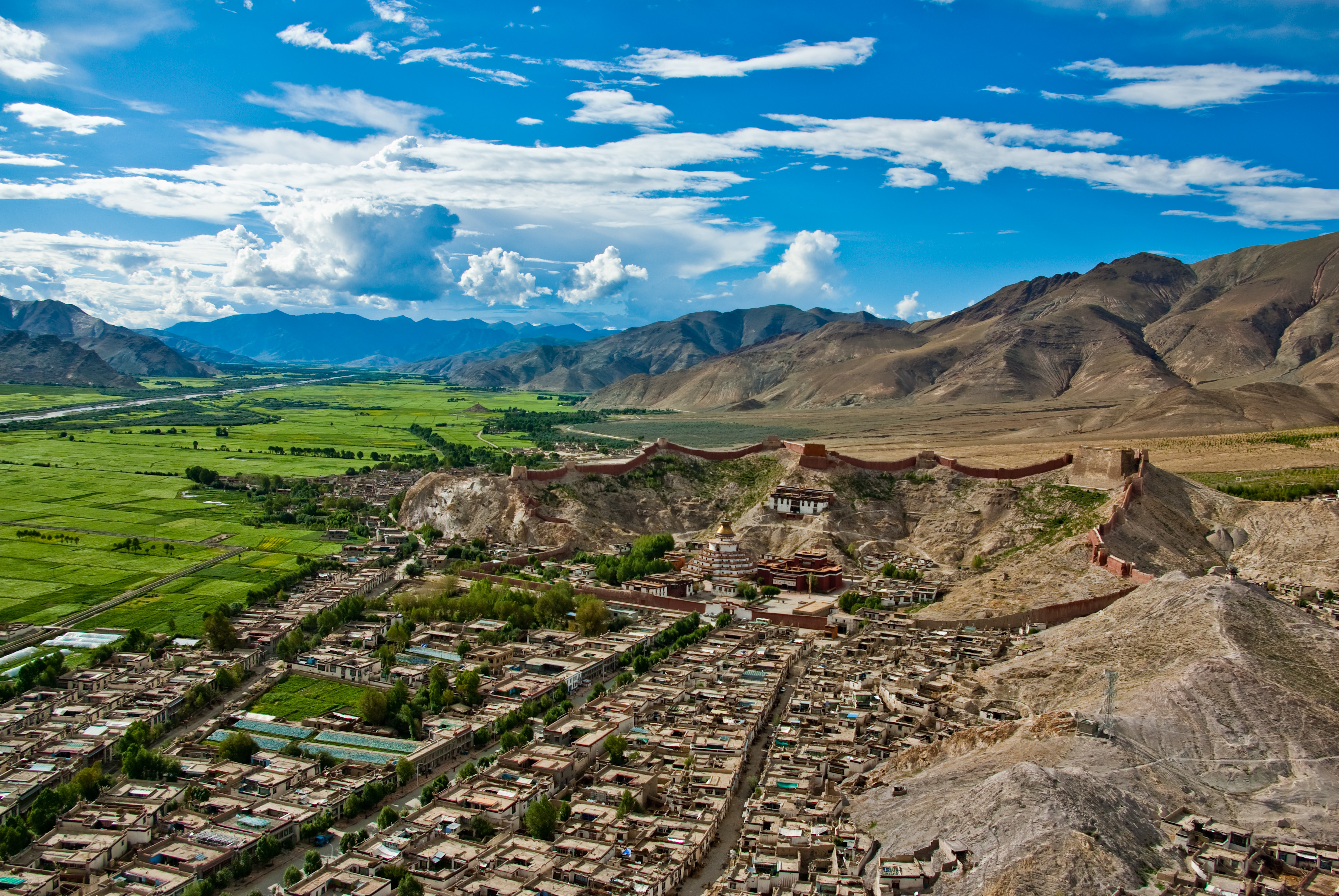
La antigua ciudad de Gyantse y los campos circundantes.

Los nómadas de la meseta tibetana y del Himalaya son los restos de prácticas nómadas históricamente extendidas antaño en Asia y África. Los nómadas pastores constituyen alrededor del 40% de la población étnica Tibetano. La presencia de pueblos nómadas en la meseta se basa en su adaptación a la supervivencia en las praderas del mundo mediante la cría de ganado en lugar de cultivos, inadecuados para el terreno. Las pruebas arqueológicas sugieren que la primera ocupación humana de la meseta se produjo hace entre 30.000 y 40.000 años. Desde la colonización de la meseta tibetana, la cultura tibetana se ha adaptado y ha florecido en las regiones occidental, meridional y oriental de la meseta. La porción septentrional, el Changtang, es en general demasiado alta y fría para albergar población permanente. Una de las civilizaciones más notables que se han desarrollado en la meseta tibetana es el Imperio tibetano desde el siglo VII hasta el IX d. C.